# Cholornis
A Cholornis a madarak osztályának verébalakúak (Passeriformes) rendjébe és az óvilági poszátafélék (Sylviidae) családjába tartozó nem.
Egyes rendszerezések a Paradoxornis nembe sorolják az ide tartozó 2 fajt is.

## Rendszerezés
A nembe az alábbi 2 faj tartozik:
- Cholornis unicolor
- Cholornis paradoxus